# Chan Peng Soon
Chan Peng Soon (George Town, 27 de abril de 1998) é um jogador de badminton malaio, medalhista olímpico e especialista em duplas.

## Carreira
Chan representou seu país nos Jogos Olímpicos de Verão de 2016, conquistando a medalha de prata nas duplas mistas ao lado de Goh Liu Ying.